# Oecia oecophila
Oecia oecophila là một loài bướm đêm thuộc họ Schistonoeidae. It is widely distributed in the West Indies, Trung Mỹ và Nam Mỹ, miền nam châu Âu, Nhật Bản, miền bắc và miền nam Africa, Malaya, Java, Indonesia, Úc và Hawaii. It has been widely dispersed by commerce.
Sải cánh dài khoảng 10 mm đối với con đực và 13 mm đối với con cái.